# Cyrtandra linauana
Cyrtandra linauana är en tvåhjärtbladig växtart som beskrevs av Brian Laurence Burtt. Cyrtandra linauana ingår i släktet Cyrtandra och familjen Gesneriaceae. Inga underarter finns listade i Catalogue of Life.